# Izba Gwiaździsta
Izba Gwiaździsta, Sąd Izby Gwiaździstej (ang. Star Chamber, Court of Star Chamber) – angielski sąd o specjalnych uprawnieniach, który zaczął kształtować się w czasach panowania króla Edwarda II (pierwsza wzmianka pochodzi z 1398 r.). Wywodził się ze średniowiecznej Rady Królewskiej, późniejszej Tajnej Rady.
W 1487 r. został zreorganizowany przez króla Henryka VII i działał jako sąd w sprawach kryminalnych i politycznych. Sądził oskarżonych o przestępstwa przeciwko monarsze i państwu, np. zdrada stanu. Miał zwalczać bezprawie w organach administracji państwowej, anarchię oraz karać buntowników. Ponadto od tego czasu jego posiedzenia odbywały się w jednej z sal Pałacu Westminsterskiego w Londynie, która była ozdobiona gwiazdami (stąd nazwa).
W niektórych procesach przed Izbą Gwiaździstą stosowane były tortury, których jednak nie dopuszcza system common law. W takich sytuacjach powoływano się na procedurę inkwizycyjną.
W czasach monarchii absolutnej w Anglii sąd ten był narzędziem króla w walce z przeciwnikami politycznymi. Za panowania Karola I Stuarta służył do walki z antyrojalistyczną purytańską opozycją. Sąd Izby Gwiaździstej został zniesiony przez Długi Parlament ustawą z 5 lipca 1641 r.